# Standard Luik in het seizoen 2023/24
In het seizoen 2023/2024 komt Standard Luik uit in de Belgische Jupiler Pro League.

## Wedstrijden

### Jupiler Pro League
| №  | Datum      | Wedstrijd                          | Uitslag |
| -- | ---------- | ---------------------------------- | ------- |
| 1  | 30-07-2023 | STVV – Standard Luik               | 1 – 0   |
| 2  | 04-08-2023 | Standard Luik – Union Sint-Gillis  | 0 – 1   |
| 3  | 13-08-2023 | Sporting Charleroi – Standard Luik | 1 – 1   |
| 4  | 19-08-2023 | Standard Luik – Cercle Brugge      | 0 – 1   |
| 5  | 26-08-2023 | KV Kortrijk – Standard Luik        | 1 – 1   |
| 6  | 02-09-2023 | Standard Luik – RWDM               | 1 – 1   |
| 7  | 17-09-2023 | KAS Eupen – Standard Luik          | 1 – 3   |
| 8  | 22-09-2023 | Standard Luik – Westerlo           | 0 – 0   |
| 9  | 30-09-2023 | OH Leuven – Standard Luik          | 1 – 2   |
| 10 | 08-10-2023 | Standard Luik – Club Brugge        | 2 – 1   |
| 11 | 22-10-2023 | Standard Luik – RSC Anderlecht     | 3 – 2   |
| 12 | 29-10-2023 | KAA Gent – Standard Luik           | 3 – 1   |
| 13 | 05-11-2023 | Standard Luik – KV Mechelen        | 1 – 1   |
| 14 | 11-11-2023 | Antwerp FC – Standard Luik         | 6 – 0   |
| 15 | 25-11-2023 | Standard Luik – KRC Genk           | 1 – 0   |
| 16 | 03-12-2023 | Club Brugge – Standard Luik        | 2 – 0   |
| 17 | 10-12-2023 | RSC Anderlecht – Standard Luik     | 2 – 2   |
| 18 | 16-12-2023 | Standard Luik – Sporting Charleroi | 0 – 0   |
| 19 | 20-12-2023 | KV Mechelen – Standard Luik        | 3 – 0   |
| 20 | 27-12-2023 | Standard Luik – STVV               | 1 – 1   |
| 21 | 20-01-2024 | Standard Luik – KV Kortrijk        | 0 – 1   |
| 22 | 26-01-2024 | Cercle Brugge – Standard Luik      | 1 – 1   |
| 23 | 31-01-2024 | Standard Luik – Antwerp FC         | 0 – 1   |
| 24 | 03-02-2024 | RWDM – Standard Luik               | 2 – 2   |
| 25 | 10-02-2024 | Standard Luik – OH Leuven          | 1 – 0   |
| 26 | 16-02-2024 | Westerlo – Standard Luik           | 2 – 1   |
| 27 | 25-02-2024 | Union Sint-Gillis – Standard Luik  | 2 – 1   |
| 28 | 02-03-2024 | Standard Luik – KAA Gent           | 4 – 2   |
| 29 | 10-03-2024 | KRC Genk – Standard Luik           | 1 – 0   |
| 30 | 17-03-2024 | Standard Luik – KAS Eupen          | 4 – 0   |

#### Europe play-off
| №  | Datum      | Wedstrijd                   | Uitslag  |
| -- | ---------- | --------------------------- | -------- |
| 1  | 29-03-2024 | KAA Gent – Standard Luik    | 5 – 1    |
| 2  | 06-04-2024 | Standard Luik – OH Leuven   | 0 – 0    |
| 3  | 12-04-2024 | STVV – Standard Luik        | 3 – 3    |
| 4  | 20-04-2024 | Westerlo – Standard Luik    | 3 – 3    |
| 5  | 23-04-2024 | Standard Luik – KV Mechelen | 0 – 0    |
| 6  | 27-04-2024 | Standard Luik – STVV        | 1 – 1    |
| 7  | 05-05-2024 | OH Leuven – Standard Luik   | 3 – 1    |
| 8  | 10-05-2024 | Standard Luik – Westerlo    | 0 – 5(a) |
| 9  | 18-05-2024 | Standard Luik – KAA Gent    | 1 – 4    |
| 10 | 25-05-2024 | KV Mechelen – Standard Luik | 3 – 2    |

(a):Standard kreeg een forfaitnederlaag toegekend nadat fans van Standard de weg van de spelersbus versperden uit protest, waardoor de wedstrijd niet gespeeld kon worden.

### Croky Cup
| Ronde          | Datum      | Wedstrijd                                      | Uitslag |
| -------------- | ---------- | ---------------------------------------------- | ------- |
| 1/16de finales | 01-11-2023 | Standard Luik – Racing Club Harelbeke (1e Am.) | 5 – 0   |
| 1/8ste finales | 07-12-2023 | Anderlecht – Standard Luik                     | 2 – 0   |

## Statistieken
1980/81 · 1981/82 · 1982/83 · 1983/84 · 1984/85 · 1985/86 · 1986/87 · 1987/88 · 1988/89 · 1989/90 · 1990/91 · 1991/92 · 1992/93 · 1993/94 · 1994/95 · 1995/96 · 1996/97 · 1997/98 · 1998/99 · 1999/00 · 2000/01 · 2001/02 · 2002/03 · 2003/04 · 2004/05 · 2005/06 · 2006/07 · 2007/08 · 2008/09 · 2009/10 · 2010/11 · 2011/12 · 2012/13 · 2013/14 · 2014/15 · 2015/16 · 2016/17 · 2017/18 · 2018/19 · 2019/20 · 2020/21· 2021/22· 2022/23· 2023/24